# Balayage progressif
 (16 novembre 2022).
Sa qualité peut être largement améliorée en utilisant un vocabulaire plus directement compréhensible.

Animation schématisée du principe de balayage progressif.

Le balayage progressif (en anglais, progressive scan) est la transmission séquentielle, ligne par ligne successivement et dans l'ordre numérique, d'une image matricielle ou définie ligne par ligne, notamment vers un écran électronique ou un téléviseur. L'expression balayage progressif s'emploie principalement pour le différencier du balayage entrelacé, mode de transmission d'image historique de la télévision.
Toute première méthode d'affichage de l'histoire de la télévision, le balayage progressif est abandonné à partir de l'apparition du balayage entrelacé à la fin des années 1930. Dès les années 1970, il fait toutefois son retour dans le secteur informatique ainsi qu'en affichage vidéo et en télévision, à partir de la fin des années 1980. Dès lors, le balayage progressif vient en complément ou se substitue au balayage entrelacé. Les normes adoptées pour la  télédiffusion maintiennent provisoirement le balayage entrelacé pour assurer la compatibilité avec le parc de téléviseurs et écrans cathodiques existant.
L'intitulé du format vidéo précise soit le balayage progressif par le suffixe « p », soit le balayage entrelacé par le suffixe « i », accolé après le nombre de lignes de balayage vidéo. Comme par exemple, 576p ou 1080i.

## Histoire

### Origine du procédé
Le principe de la transmission ou d'affichage d'images par balayage, ligne après ligne, d'une extrémité à l'autre, remonte au milieu du XIXe siècle. À cette époque, le télégraphe représente le premier moyen de transmettre une image fixe avec un seul signal électrique. Le pantélégraphe de Giovanni Caselli est en service commercial en 1861.
Le temps de transmission d'une image nécessite plusieurs minutes. La mise au point du système puis celui du procédé Korn (de) ou du belinographe, met en relief les limites et problèmes techniques que posent l'analyse, la transmission et la reproduction d'une image par balayage progressif dont notamment le repérage du début des lignes ainsi que largeur de bande nécessaire.
En complément du balayage entrelacé lequel exploite la transmission successive de demi-images ou trames, le balayage progressif est basé sur l'analyse d'image permettant de générer un signal électrique jusqu'à l'invention du capteur CCD, capable d'obtenir une image matricielle en une seule opération. Le scanner en tire son nom.
La conversion et le traitement électronique permettent transmission plus rapide des signaux, à partir des années 1920 avant que les inventeurs se consacrent à la capture, l'affichage, la reproduction, l'enregistrement et la retransmission d'images animées. Pour y parvenir, l'opération de balayage ne doit toutefois fois ne durer qu'une fraction de seconde pour que le système soit efficient.

### Télévision

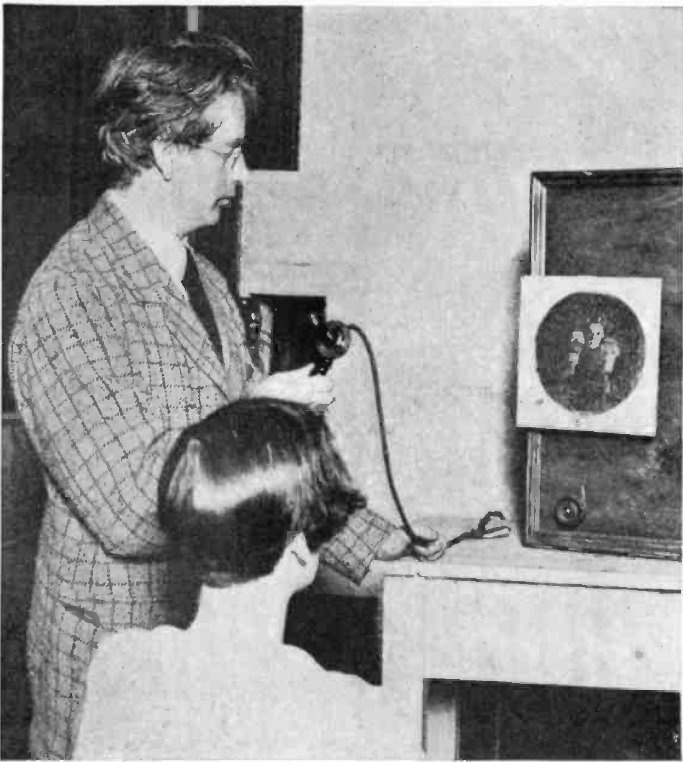
En novembre 1926, John Logie Baird présente un téléviseur à balayage mécanique à balayage de type progressif.

La télévision se développe comme média de masse après la seconde guerre mondiale. Ses images doivent être retransmises par modulation hertzienne, à l'instar de la radio. Pour réduire les coûts et la complexité industrielle des appareils récepteurs, il est nécessaire de réduire le plus possible, la bande passante d'émission à exploiter. Jusqu'aux années 1940, les autorités de répartition du spectre hertzien réservent le bas de la bande VHF pour la télévision d'avant-guerre. Pour obtenir un succès commercial, l'effort d'investissement doit être pris en charge par les opérateurs et diffuseurs mais ne doit pas être répercuté sur le prix d'achat des appareils récepteurs ou des téléviseurs.
Le Russe Léon Thérémine, les deux Américains Randall Ballard de la société RCA et surtout Ulysse Armand Sanabria sont les principaux inventeurs du principe de l'entrelacement ; Sanabria élabore le premier la technique et, en janvier 1925, il dépose le brevet d'un dispositif « intercalated scanning », littéralement « balayage intercalé » puis un autre brevet en 1931, avant celui de Ballard - RCA. Léon Thérémine dépose le sien aux États-Unis, le 28 février 1928.

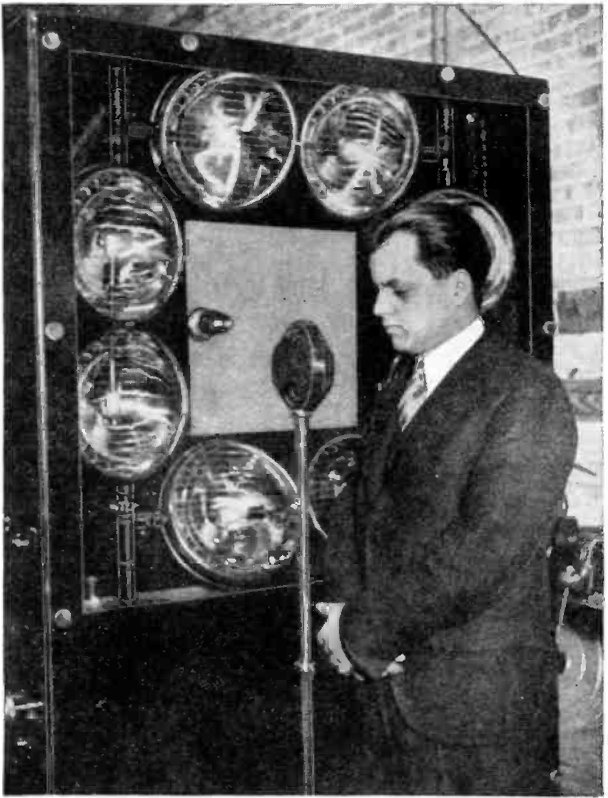
En août 1931, Ulysse Armand Sanabria présente son prototype de caméra à balayage mécanique. Son appareil exploite le principe du balayage entrelacé et génère une succession de demi-images ou trames vidéo ainsi qu'un signal de synchronisation.

Sanabria fonde son entreprise en 1929 et prépare la fabrication d'émetteurs de télévision exploitant le principe de l'entrelacement. L'ingénieur supervise durant cette période, la production de 24 stations d'émission dotés de la même technologie.
En 1938, le principe de l'entrelacement est expérimenté dans les laboratoires de Philo Farnsworth, affichant une image de réolution 441 lignes entrelacées, sur le principe développé par Telefunken en Allemagne ; l'ingénieur américain observe alors l'efficacité de la technologie : « « le résultat était une trame fine, homogène, sans sautillement, ni papillonnement» ».
Entre les années 1950 et 1980, le balayage entrelacé est l'unique mode d'affichage en télévision, alors que le mode progressif commence à apparaître à la fin des années 1970, pour l'univers de l'affichage vidéo informatique ; mais avant l'apparition des écrans plats notamment LCD, le mode entrelacé reste exploité par les ordinateurs, conformément aux formats internationaux recommandés par la Video Electronics Standards Association (VESA), avec les signaux couleur de type RVB comme de type vidéo composante.

Animation schématisée du principe de balayage entrelacé.

La première norme de télévision à balayage progressif adoptée en 1986 est le HD Mac. Ce système peut exploiter un format intermédiaire de 1.250 lignes à balayage entrelacé (trame de 625 lignes), soit à balayage progressif à résolution 1.250 lignes, 25 fois par seconde.
Lancée en septembre 1988, la norme japonaise MUSE de télévision Haute Définition exploite 1.125 lignes au mode entrelacé, avec une fréquence de trame de 60 Hz. Toutefois, comme le HD Mac, cette norme analogique est abandonnée au milieu des années 1990 avec l'introduction des normes de télévision numérique.
À la fin des années 1990, alors que les normes de télévision numérique terrestre et la connectique HDMI ne sont pas encore adoptées par les fabricants au plan international, l'arrivée des lecteurs DVD-vidéo permettant de produire un signal vidéo progressif marque un tournant.

## Principes techniques
La Commission électrotechnique internationale définit le balayage progressif comme l'exploration de l'image ligne par ligne, en une seule trame. Une trame, dans ce contexte est un ensemble de lignes réparties uniformément sur toute la hauteur de l'image et balayées successivement et non avec deux demi-images ou trames successives comme avec l'entrelacement vidéo.
La transmission séquentielle d'une image matricielle se fait par balayage : on transmet successivement chaque point d'une ligne, ligne après ligne. Dans une transmission analogique, le signal est continu pour chaque ligne ; dans une transmission numérique, celle-ci est divisée en échantillons appelés pixels. Le balayage progressif transmet les lignes dans l'ordre. Le plus souvent, les lignes sont horizontales et numérotées de haut en bas.
Réputé plus simple d'un point de vue technique, ce système est utilisé pour les premiers essais de diffusion d'image, dès le début du vingtième siècle. En 1936, l'ingénieur John Logie Baird le décrit comme « balayage séquentiel » ou en anglais sequential scanning, pour ses transmissions expérimentales à définition de 30 lignes puis de 240 lignes, à l'Alexandra Palace, en Angleterre. Pour améliorer l'image en respectant un coût industriel acceptable, la télévision commence à utiliser à la même époque, le balayage entrelacé, lequel permet une forte réduction de bande passante pour les signaux de télévision.
Au début des années 1980, le balayage progressif est encore peu exploité, notamment en télédiffusion, en raison de « papillotement de l'image qui en résulterait du fait de la faible fréquence d'image adoptée pour limiter la bande de fréquences occupée par le signal vidéo ». Les terminaux informatiques emploient le balayage progressif ; la largeur de la bande occupée n'est pas critique comme pour la radiodiffusion. Les écrans, qui n'affichent au début que des images fixes, en général du texte, peuvent aussi limiter le papillotement (vidéo) avec des écrans à forte rémanence. À partir des années 1970, les écrans à cristaux liquides peuvent utiliser le balayage progressif. La numérisation de la télévision et l'abandon des écrans à tube cathodique rendent l'entrelacement inutile. Le retour au balayage progressif s'effectue au XXIe siècle.

## Comparaison avec le balayage entrelacé
Le balayage entrelacé permet de contourner les limites de l'électronique des premiers temps de la télévision et ce mode d'affichage continue à être exploité jusqu'aux années 2020 en télédiffusion numérique ou analogique.

Simulation schématisée de la réduction du nombre d'images qui génère un effet de papillonnement, spécifique au balayage : progressif (à gauche), entrelacement (au centre) et désentrelacement numérique de type « bob » (à droite)

Le balayage progressif suit beaucoup plus rigoureusement les lois mathématiques de la transmission. Pour cette raison, il se prête bien à la réduction de la bande passante du signal modulé en analogique et à la réduction du débit numérique, permettant, avec la même largeur de bande, de transmettre plus d'information. Le traitement numérique du signal permet d'économiser la redondance de certaines données composant l'image vidéo, ou sur deux ou plusieurs images consécutives.